# Башня Харкорта
Башня Харкорта (нем. Harkortturm) — обзорная мемориальная башня в немецком городе Веттер (Рур) (федеральная земля Северный Рейн — Вестфалия). Башня расположена на северном берегу водохранилища Харкортзее на холме Харкорта de:Harkortberg в отрогах гористого района Ардайгебирге на высоте 197 м над уровнем моря.
Башня была построена на частные пожертвования в честь видного немецкого политического и промышленного деятеля Фридриха Вильгельма Харкорта вскоре после его смерти. Открыта башня была 19 октября 1884 года.
20 декабря 1984 года башня Харкорта была взята под охрану государства как памятник истории и архитектуры. В 2009 году в честь 125-летия башни была проведена её масштабная реставрация. В 2011 году башня была внесена в список объектов регионального проекта «Путь индустриальной культуры» Рурского региона.
Высота башни составляет 35 м, на смотровую площадку ведёт лестница из 130 ступеней.